# Nutsa Buzaladze
Nutsa Buzaladze, född 28 januari 1997 i Tbilisi, är en georgisk sångare, ibland benämnd enbart Nutsa. Hon  representerade Georgien i Eurovision Song Contest 2024 med låten "Firefighter".